# Pseudogicht
Unter Pseudogicht (auch Chondrokalzinose, englisch calcium pyrophosphate deposition disease, CPPD) versteht man eine gichtähnliche Erkrankung der Gelenke, die jedoch einen grundsätzlich anderen Pathomechanismus hat. Während bei der Gicht eher Uratkristalle eine Rolle spielen, ist bei der Pseudogicht Kalziumpyrophosphat für die Degeneration des Knorpels verantwortlich.
Die Differenzialdiagnose zur Gicht ist oft einfach, da bei der Pseudogicht vor allem große Gelenke befallen sind (häufig zuerst das Knie), während die Gicht meist zuerst das Großzehengrundgelenk (dann spricht man von dem sogenannten Podagra) befällt.
Radiologisch kann ein Dichteanstieg im Knorpel nachgewiesen werden. Typisch ist eine Verkalkung des Discus in den Händen, beweisend ist jedoch der Nachweis von Calciumpyrophosphat im Gelenkerguss.
Arthroskopisch gewonnene Proben können rhomboid-geformte Kristalle zeigen.
Man unterscheidet zwischen einer primären und einer sekundären Chondrokalzinose. Bei der primären Form werden hereditäre Metabolisierungsdefekte für Pyrophosphat diskutiert. Sekundäre Ursachen treten u. a. in Zusammenhang mit einer Gicht, bei Hyperparathyreoidismus, Hypothyreose, Hämochromatose, Morbus Wilson, rheumatoider Arthritis oder nach Trauma auf.
Therapeutisch ist eine entzündungshemmende (antiphlogistische) Akutbehandlung indiziert, um den Schmerz zu lindern, dabei ist die Ursachensuche voranzutreiben.
Prädisponierende Erkrankungen sind neben gelenkbedingten Veränderungen wie Fehlstellung, Infekt
Stoffwechselerkrankungen:
- Hyperparathyreoidismus
- Familiäre hyperkalzämische Hypokalzurie
- Hämochromatose
- Hypothyreoidismus
- Hypomagnesiämie
- Hypophosphatasie
- Gicht
- Hepatolentikuläre Degeneration
- Ochronose[1]